# Солон
Солон (на старогръцки: Σόλων) е древногръцки политик.
Известен е преди всичко като законодател, пише елегии и ямби на политически и социални теми. Те приличат на защита в стихове. Произлиза от благородно, но обедняло семейство. Солон се издига до най-високото стъпало и успява да обедини отслабената държава. Отличава се с упоритото желание Атина да възвърне Саламин – преструва се на луд, за да може да подбуди гражданите да извоюват отново острова, без да попадне под отговорността на строгото запрещение да се говори за него. Солон създава реформа, по-късно преработена от Клистен, която слага началото на демократичното управление в Атина.
Солон прекарва около 10 години от живота си в Египет, където се докосва до тайните знания на египетските жреци. Именно той е преносителят на първоначалната информация за митичната Атлантида. Жрецът Сонхис дава подробна информация на Солон къде се намира града и подробности около архитектурата и живота там.

## Законодателство
В търсене на решение на проблемите, предизвикали наречения от Аристотел „велик смут“ в Древна Атина, за архонт бил назначен Солон, който получил и правото да законодателства.
Упражнявайки това си право, той въвежда едноименното законодателство.
Една от въведените чрез него реформи (може би основната) била сизахтията – отмяна на дълговото робство и възстановяване на поземлените парцели на длъжниците, като това се явило решение на причините за пораждането на „великия смут“. Други засегнати аспекти в законодателството са свободата на завещанията и имущественият ценз чрез който било разпределяно финансирането на атинското опълчение между различните социални прослойки на база финансовия им статут. 

## Други
- В „Успоредни животописи“ Плутарх описва живота на Солон наред с този на Публий Валерий Попликола.
- Един от законите на Солон гласи: „Човек, който по време на междуособици не се е присъединил нито към едната, нито към другата страна, се лишава от граждански права.“ (Плутарх, „Успоредни животописи“)